# Astropecten fasciatus
Astropecten fasciatus är en sjöstjärneart som beskrevs av Doderlein 1926. Astropecten fasciatus ingår i släktet Astropecten och familjen kamsjöstjärnor. Inga underarter finns listade i Catalogue of Life.